# Olga Zadinová

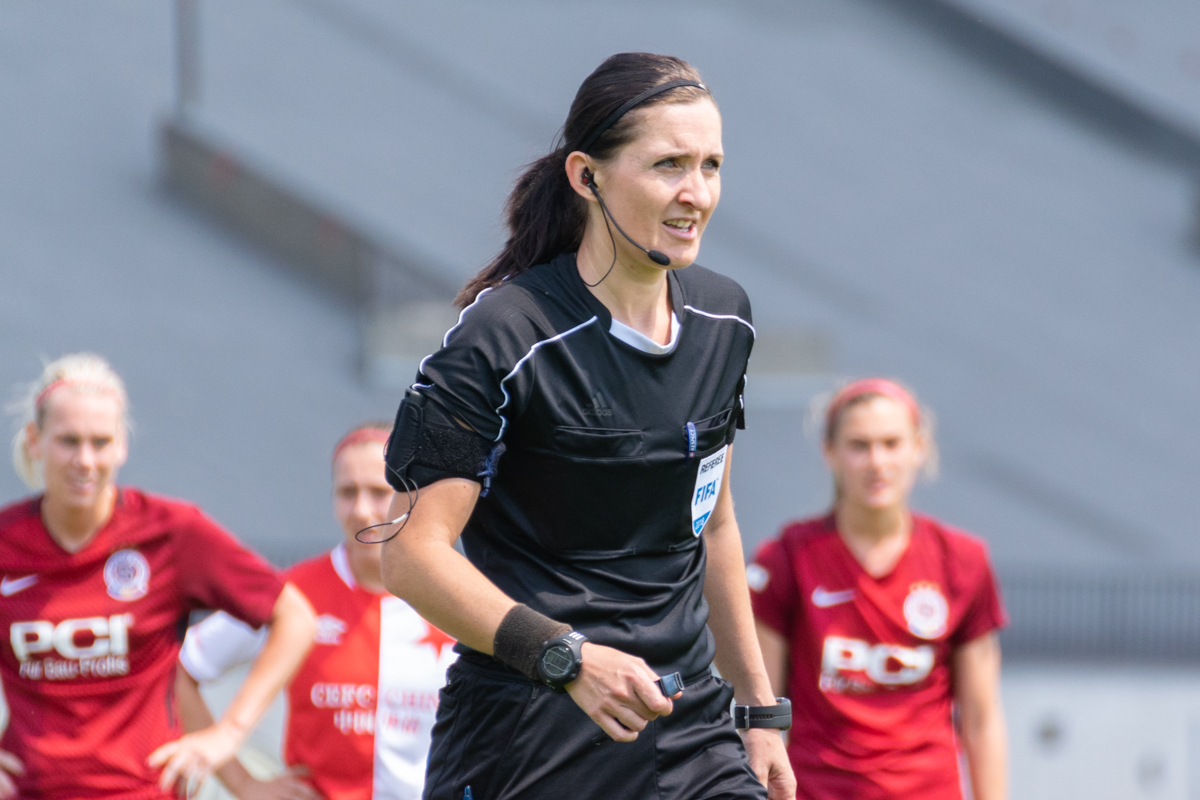
Olga Zadinová (2018)

Olga Zadinová (* 16. April 1985) ist eine tschechische Fußballschiedsrichterin.
Seit 2011 steht sie auf der Liste der FIFA-Schiedsrichter. Bis zur Saison 2022/23 zählte sie zur Gruppe der UEFA-Elite-Schiedsrichterinnen.
Zadinová leitete unter anderem Spiele bei der U-19-Europameisterschaft 2013 in Wales, bei der U-17-Weltmeisterschaft 2016 in Jordanien und beim Algarve-Cup 2020. Zudem leitete sie das Finale des Zypern-Cups 2016 zwischen Österreich und Polen (2:1).